# 黃仁山
黃仁山（1486年—？），字元靜，江西臨江府新淦縣人，民籍，明朝政治人物。

## 生平
江西鄉試第九名舉人。正德十六年（1521年）中式辛巳科會試第八十二名，登第三甲第一百四十名進士。授浙江鄞县知县，选授南京吏科给事中，出为严州府知府，未几谪西安县丞，迁西安知县、太仓知州，改马湖府同知，乞休卒。

## 家族
曾祖黃韶武；祖父黃宣亮，曾任壽官；父黃清匯，母龔氏。具庆下。兄元松、弟仁甫、仁芳、仁坤。